# カンバーランド・ソーセージ

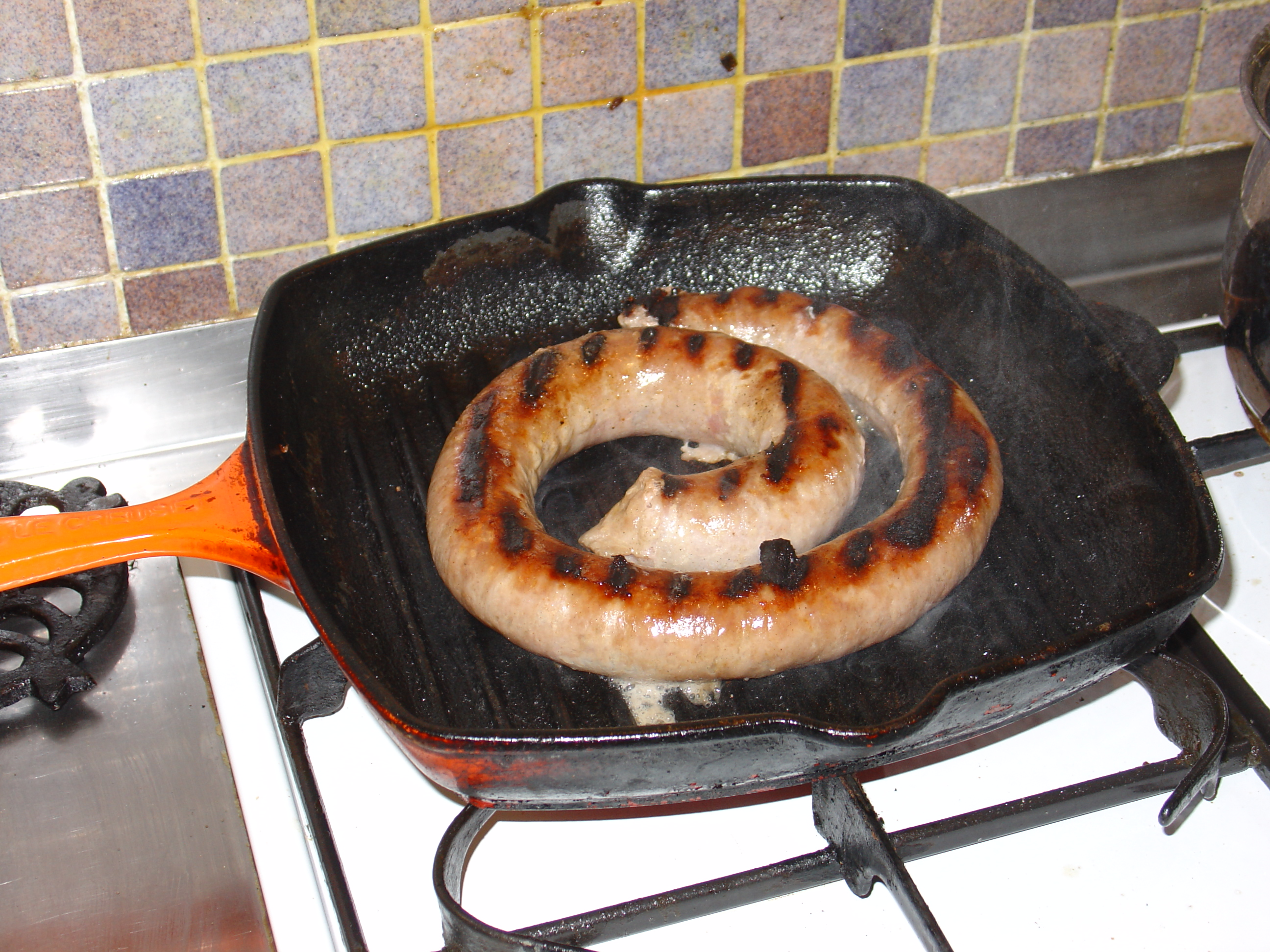
カンバーランド・ソーセージ

カンバーランド・ソーセージ（英語: Cumberland sausage）は、イングランドに古くからあるカウンティ、カンバーランド（現在カンブリア・カウンティの一部）に起源を有するソーセージの一種である。伝統的に最高21インチ（50cm）と非常に長くて、平らな螺旋状に巻かれて売られているが、西カンブリアにおいては、長く曲げて売られることのほうが多い。時には、普通のイギリスのソーセージのように短めに作られたり、パン粉で覆われたりすることもある。
肉は豚肉で、調味料はいろいろなスパイスとハーブから作られる。リンカンシャー・ソーセージのようなよりハーブの風味の強い種類のソーセージとは対照的に、一般的には、胡椒（白と黒どちらも）の風味が強い。伝統的に着色料または防腐剤が使われていない。特有の特徴は、肉が挽き肉にされているのではなく刻まれているため、ソーセージにごろごろした、肉っぽい歯ごたえがもたらされているという点である。2011年3月に、「伝統的なカンバーランド・ソーセージ」は原産地名称保護制度（PGI）の対象とされた。
代表的なイギリス料理であるバンガーズ・アンド・マッシュを作る時によく用いられる。

## 名前の起源
1950年代まで、ほとんどの農場では豚が標準的な家畜とされており、多くの家庭では自家用の食料として豚が飼育されていた。長い時間のうちに、カンブリアの涼しくて湿った気候にうまく合っている豚の品種が生まれた。これはカンバーランド豚として知られており、ソーセージの名前はそこから由来している。カンバーランド豚は上向きの鼻と前方へだらりと垂れた耳のある、体重の重い豚であった。その肉は特有な品質と、独特な風味があった。その骨は重く、成熟するのが遅く、とても丈夫なので、カンバーランド豚は地域の象徴になったが、1960年代の初期にカンブリアのボセル村で死んだ1頭を最後に血統が絶えた。それ以降にカンバーランド・ソーセージに使われる品種には、ラージブラック種、グロスターシャー・オールドスポット種およびウェルシュ種がある。公式にはレア・ブリーズ・サバイバル・トラストによって認められていないが、今ではカンバーランド豚種は復活している。

## 歴史
カンバーランド・ソーセージは、およそ500年間カンブリアの名物であった。カンバーランド・ソーセージがどのようにその特別な形と味付けになったかはわかっていない。歴史的に、ソーセージは今日より濃く味つけされていた。これは主に、18世紀にホワイトヘイヴンへスパイスが流入したことによるものであった。この時期にカンブリアではショウガ、黒胡椒、ナツメグのような香辛料や、糖蜜、砂糖、ラム酒などの食品が初めて伝えられた。これらの材料の多くは、香辛料のきいたカンバーランド・ソーセージのようないくつかのカンブリアの名物に取り込まれた。

## 材料
大部分のソーセージはつなぎ目で分けられているが、カンバーランド・ソーセージは連続した1つのロープ状の螺旋である。典型的には粗く刻んだ豚肉と黒胡椒からなるが、他の成分（例えばハーブや胡椒以外のスパイス）が詰められることもある。肉の割合は、通常85%から98%である。しかし、近年のカンバーランド・ソーセージの人気はあまりに広範囲にわたるようになったので、多くの大規模な食品製造業者がソーセージを大量生産し始めた。その場合、肉の割合を45%にまで下げてその本来の品質を犠牲とするほか、粗挽き肉ではなく乳化させた肉が用いられたり、太くて長くつなぎ目がない形ではなく細くつなぎ目がある形で売られることがある。

## 原産地名称保護制度
一部のカンブリアの肉製造業者と精肉店により、カンバーランド・ソーセージを欧州委員会規則の原産地名称保護制度に登録しようという運動が行われた。これによりパルマ・ハムやフェタチーズに与えられているのと同じ保護が受けられるようになると見込まれていた。その協会はカンバーランド・ソーセージの基準として以下のものが含まれるべきと提案した。
- 80%を超える高い肉含有率
- ソーセージはつなぎ目を付けずに巻くこと
- 通常のソーセージより直径が大きいこと
- 粗刻みな食感

協会は、カンバーランド・ソーセージはカンブリアで作られなければならないと主張していた。肉屋それぞれに彼ら自身のレシピがあるとは言え、おそらく歴史的にホワイトヘイヴンにおいてスパイスが輸入されてきたことにより、カンバーランド・ソーセージは通常、伝統的なソーセージよりも濃い味付けをしている。
しかし、今のような形の運動には反対があった。その目指すところは、1974年に置かれたカンブリア「行政」カウンティ全域を保護制度の適用地域とするのではなく、地元民の観点から、伝統的なカンバーランド・カウンティのみに限定することであった。また、地元民には他の場所でもカンバーランド・ソーセージの製造を続ける生得権を与える条項が要求されていた。
2011年3月に、「伝統的なカンバーランド・ソーセージ」という名称に対し、地理的表示保護（PGI）対象の地位が与えられた。PGIマークを表示するためには、ソーセージはカンブリアにおいて製造、加工および調理されたものでなければならず、肉を少なくとも80%入れなければならない。また調味料を含むこと、長い螺旋状で売られることが義務付けられた。